# Quimper Bretagne occidentale
 (octobre 2021).
Quimper Bretagne occidentale (Kemper Breizh Izel en breton) est une communauté d'agglomération française, située dans le département du Finistère, en région Bretagne.
Elle est la deuxième structure intercommunale la plus peuplée du département du Finistère, après Brest Métropole.

## Historique
La communauté d'agglomération a été créée au 1er janvier 2017 par la fusion de Quimper Communauté avec la Communauté de communes du Pays Glazik et la commune de Quéménéven à la suite de l'application de la loi NOTRe de 2016 qui oblige toute intercommunalité de moins de 15 000 habitants à fusionner avec une autre intercommunalité.

## Territoire communautaire

### Géographie
Située au centre  du département du Finistère, la communauté d'agglomération Quimper Bretagne occidentale regroupe 14 communes et s'étend sur 479,4 km2.

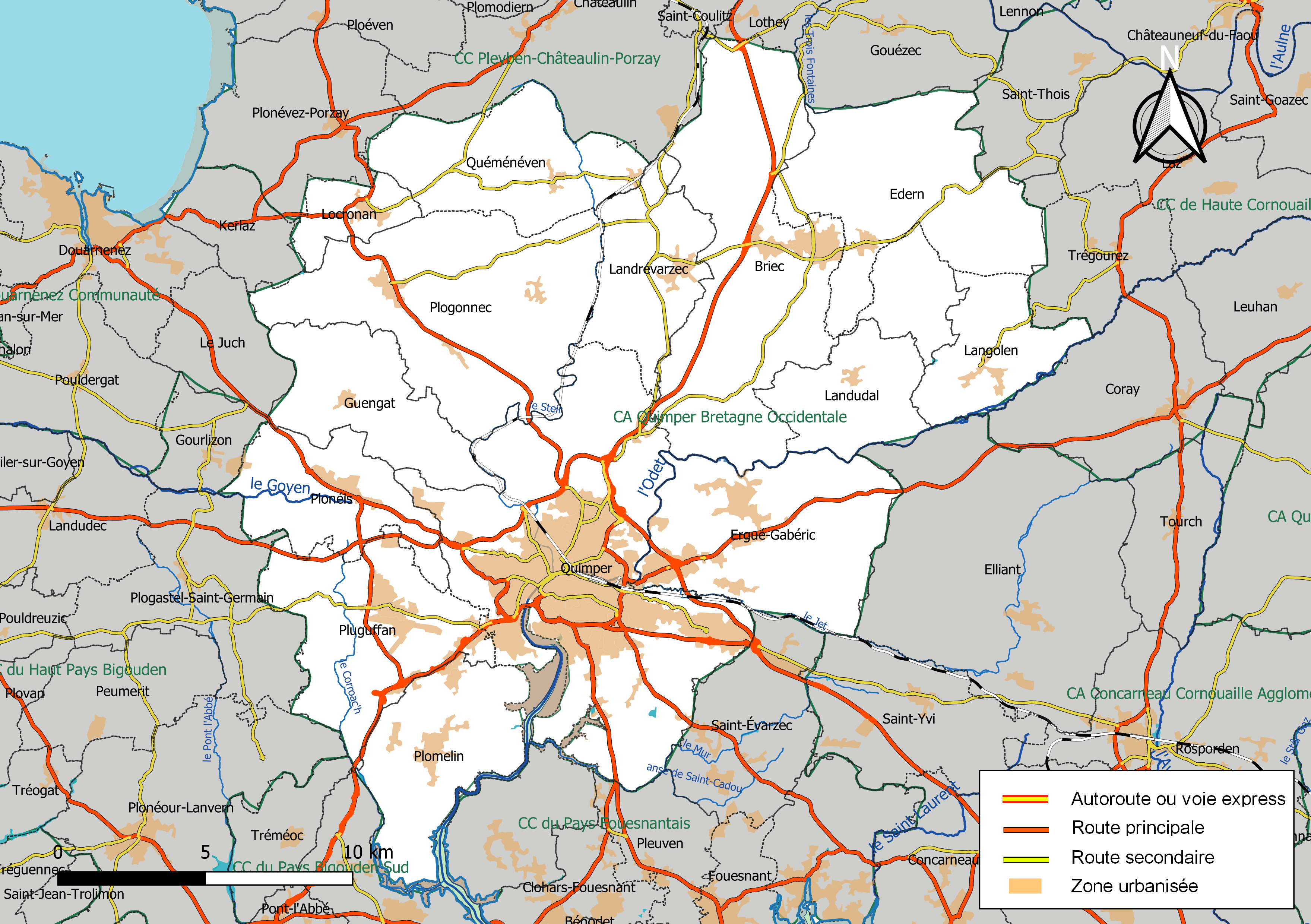
Carte de la communauté d'agglomération Quimper Bretagne occidentale au 1er janvier 2019.

### Composition
La communauté d'agglomération est composée des 14 communes suivantes :

| Nom             | Code Insee | Gentilé         | Superficie (km2) | Population (dernière pop. légale) | Densité (hab./km2) |
| --------------- | ---------- | --------------- | ---------------- | --------------------------------- | ------------------ |
| Quimper (siège) | 29232      | Quimpérois      | 84,45            | 64 530 (2022)                     | 764                |
| Briec           | 29020      | Briécois        | 67,87            | 5 815 (2022)                      | 86                 |
| Edern           | 29048      | Édernois        | 39,98            | 2 199 (2022)                      | 55                 |
| Ergué-Gabéric   | 29051      | Gabéricois      | 39,87            | 8 576 (2022)                      | 215                |
| Guengat         | 29066      | Guengatais      | 22,72            | 1 836 (2022)                      | 81                 |
| Landrévarzec    | 29106      | Landrévarzécois | 20,32            | 1 874 (2022)                      | 92                 |
| Landudal        | 29107      | Landudalais     | 16,69            | 910 (2022)                        | 55                 |
| Langolen        | 29110      | Langolinois     | 16,92            | 839 (2022)                        | 50                 |
| Locronan        | 29134      | Locronanais     | 8,08             | 806 (2022)                        | 100                |
| Plogonnec       | 29169      | Plogonnécois    | 54,14            | 3 223 (2022)                      | 60                 |
| Plomelin        | 29170      | Plomelinois     | 26,08            | 4 216 (2022)                      | 162                |
| Plonéis         | 29173      | Plonéisiens     | 21,99            | 2 405 (2022)                      | 109                |
| Pluguffan       | 29216      | Pluguffanais    | 32,09            | 4 229 (2022)                      | 132                |
| Quéménéven      | 29229      | Quéménévinois   | 28,21            | 1 116 (2022)                      | 40                 |

### Démographie
| 1968   | 1975   | 1982   | 1990   | 1999   | 2010   | 2015    | 2021    |
| ------ | ------ | ------ | ------ | ------ | ------ | ------- | ------- |
| 72 014 | 78 933 | 85 272 | 90 117 | 94 125 | 98 513 | 100 529 | 101 591 |

## Administration

### Siège
Le siège de la communauté d'agglomération est situé à Quimper.

### Les élus
Le nombre de délégués communautaires de Quimper Bretagne occidentale est fixé à 56 sièges, répartis comme suit entre ses communes membres :
| Nombre de sièges | Communes                                                        |
| ---------------- | --------------------------------------------------------------- |
| 28               | Quimper                                                         |
| 6                | Ergué-Gabéric                                                   |
| 4                | Briec                                                           |
| 3                | Plomelin, Pluguffan,                                            |
| 2                | Edern, Plogonnec, Plonéis                                       |
| 1                | Guengat, Landrévarzec, Landudal, Langolen, Locronan, Quéménéven |

### Présidence
| Période         | Période         | Identité        | Étiquette    | Qualité                        |
| --------------- | --------------- | --------------- | ------------ | ------------------------------ |
| janvier 2017    | 16 juillet 2020 | Ludovic Jolivet | LR puis Agir | Maire de Quimper (2014 → 2020) |
| 16 juillet 2020 | En cours        | Isabelle Assih  | PS           | Maire de Quimper (2020 → )     |

### Compétences
Tout EPCI doit assurer des compétences obligatoires ainsi que des compétences facultatives à choisir parmi plusieurs possibles. La collectivité peut également retenir d'autres compétences optionnelles pour renforcer sa cohésion et ses domaines d'intervention. Quimper Bretagne occidentale a choisi d'assurer :
- Compétences obligatoires
  - Développement économique
  - Aménagement de l'espace communautaire
  - Équilibre social de l'habitat
  - Politique de la ville dans la communauté

- Compétences optionnelles
  - Assainissement
  - Eau
  - Construction, aménagement, entretien et gestion d'équipements communautaires
  - Action social d'intérêt communautaire
  - Création et gestion de maisons de service au public et définition des obligations de service au public y afférentes

- Compétences supplémentaires
  - Création ou aménagement et entretien de voirie d'intérêt communautaire
  - Protection et mise en valeur de l'environnement et du cadre de vie (lutte contre les pollutions de l'air, lutte contre les nuisances sonores)
  - Jeunesse
  - Politiques d'animation
  - Fourrière animale
  - Enseignement supérieur
  - Constitution de réserves foncières
  - Contribution au financement de la construction d'un centre de secours
  - Instruction communautaire des autorisations d'urbanisme et conventionnement avec les communes dans ce domaine
  - Installation et entretien des abribus nécessaires à l'exécution du service public de transport sur le territoire des communes membres
  - Communications électroniques
  - Mise en place, coordination, développement et gestion du système d'information géographique (SIG) et d'un observatoire foncier

Les deux compétences les plus visibles des habitants sont sans doute l'organisation et le financement du réseau de transport en commun Qub qui dessert tout le territoire communautaire, ainsi que l'organisation de la collecte et du traitement des déchets.

### Régime fiscal et budget
Le régime fiscal de la communauté d'agglomération est la fiscalité professionnelle unique (FPU).